# Gonepteryx amintha
Gonepteryx amintha is een vlindersoort uit de familie Pieridae (witjes) en de onderfamilie Coliadinae.
De wetenschappelijke naam werd in 1871 gepubliceerd door Blanchard.